# Liga Mayor de Fútbol Dominicano 2004-05
La temporada 2004/2005 de la Liga Mayor de Fútbol Dominicano fue la tercera edición de esta competición dominicana de fútbol a nivel semiprofesional. Los fallos en la organización combinados con la crisis económica hicieron que se suspendiese el torneo que debía empezar en el 2003/2004 y se rodase la fecha de inicio constantemente. En esta temporada participaron 6 equipos de todas las regiones del país. Los equipos de DOSA-La Vega y de Club Atlético Pantoja volvieron a la competición luego de ser relegados en la edición anterior y agenciarse el ascenso al ser los líderes del Campeonato Nacional celebrado en 2003. El torneo inició el 29 de agosto del 2004 y culminó el 24 de enero del 2005, y fue dedicado a la Brasil.  
Las consecuencias de quiebra de bancos y la crisis económica derivada de la misma en los años 2003 y 2004 en República Dominicana se sintieron en el fútbol dominicano. Debido a la desaparición del banco Bancredito quién fuese su principal patrocinador por años, el equipo Bancredicard F.C volvió a llamarse Club Barcelona Atlético. Por las mismas razones Jarabacoa FC que había ganado las dos primeras ediciones del torneo bajo el nombre de Baninter-Jarabacoa, con el patrocinio del quebrado banco Baninter también cambió su nombre. Para los jarabacoenses fue un duro golpe, pasando de ser bicampeones a ocupar el último lugar de la tabla y entrar al descenso para jugar el Campeonato Nacional. 
El formato consistió en que los 6 equipos se enfrentasen 4 veces con cada uno en una ronda regular de 20 fechas. Estas 4 rondas fue la mayor cantidad de rondas que se jugaron en un torneo de Liga Mayor. El torneo fue bastante luchado y no se decidió hasta la jornada final, siendo el único torneo de Liga Mayor que se decidió el último día del campeonato. Llegando a la última jornada Moca FC (39) sacaba 2 puntos de ventaja sobre el Club Atlético Pantoja (37) y 3 sobre el Barcelona Atlético (36), además les bastaba con un empate en su último partido para levantar el título, esto debido a que al empatar en puntos con Pantoja, el criterio de desempate eran los enfrentamientos directos y los mocanos los habían vencido en tres ocasiones. Sin embargo Moca FC cayó 2-0 frente al Barcelona Atlético, y Pantoja venció 5-0 a San Cristóbal en la última fecha, terminando el título en manos de los capitalinos. Este fue el primer título de Liga Mayor para Club Atlético Pantoja, y su segundo a nivel general luego del Campeonato Nacional del 2000/2001.

## Equipos participantes[2]
| Provincia         | N.º | Equipos                    |
| ----------------- | --- | -------------------------- |
| Distrito Nacional | 1   | Club Barcelona Atlético    |
| Espaillat         | 1   | Moca FC                    |
| La Vega           | 2   | Jarabacoa FC, DOSA-La Vega |
| San Cristóbal     | 1   | San Cristóbal FC           |
| Santo Domingo     | 1   | Club Atlético Pantoja      |

## Posiciones finales[3]
Campeón.
     Descenso a Campeonato Nacional.
| Posición | Equipos                 | PJ | PG | PE | PP | GF | GC | DG  | Puntos |
| -------- | ----------------------- | -- | -- | -- | -- | -- | -- | --- | ------ |
| 1        | Club Atlético Pantoja   | 20 | 11 | 7  | 2  | 45 | 14 | +31 | 40     |
| 2        | Club Barcelona Atlético | 20 | 11 | 6  | 3  | 30 | 16 | +14 | 39     |
| 3        | Moca FC                 | 20 | 11 | 6  | 3  | 30 | 18 | +12 | 39     |
| 4        | San Cristóbal FC        | 20 | 6  | 6  | 8  | 17 | 24 | -7  | 24     |
| 5        | DOSA-La Vega            | 19 | 4  | 0  | 15 | 19 | 46 | -25 | 12     |
| 6        | Jarabacoa FC            | 19 | 2  | 3  | 14 | 13 | 36 | -23 | 9      |

## Goleadores[3]
| Jugador              | Equipo                | Goles |
| -------------------- | --------------------- | ----- |
| Jonathan Faña        | Moca FC               | 16    |
| Jean Louis Max       | Club Atlético Pantoja | 10    |
| Joan Louis           | Club Atlético Pantoja | 9     |
| Manuel Arletti Pérez | Club Atlético Pantoja | 6     |
| Dany Suárez          | DOSA-La Vega          | 6     |
| Amado Tejeda         | Moca FC               | 6     |